# Världsmästerskapen i mountainbikeorientering 2016
Världsmästerskapen i mountainbikeorientering 2016 hölls mellan den 24 och 30 juli 2016 i Águeda i Portugal. Det var den 14:e upplagan av världsmästerskapen i mountainbikeorientering.

## Medaljörer

### Herrar

#### Sprint[2]
- Anton Foliforov,  Ryssland, 22.08
- Luca Dallavalle,  Italien, 22.40
- Cédric Beill,  Frankrike, 22.45

#### Medeldistans[3]
- Anton Foliforov,  Ryssland, 46.35
- Vojtěch Ludvík,  Tjeckien, 47.18
- Ruslan Gritsan,  Ryssland, 47.22

#### Långdistans[4]
- Anton Foliforov,  Ryssland, 1:41.10
- Kryštof Bogar,  Tjeckien, 1:41.42
- Davide Machado,  Portugal, 1:41.54

#### Stafett[5]
- Tjeckien (Vojtěch Stránský, Vojtěch Ludvík, Kryštof Bogar), 2:05.44
- Ryssland (Valeriy Gluhov, Ruslan Gritsan, Anton Foliforov), 2:07.35
- Frankrike (Yoann Garde, Baptiste Fuchs, Cédric Beill), 2:07.39

### Damer

#### Sprint[2]
- Emily Benham,  Storbritannien, 17.17
- Marika Hara,  Finland, 17.19
- Henna Saarinen,  Finland, 17.59

#### Medeldistans[3]
- Olga Shipilova-Vinogradova,  Ryssland, 44.02
- Emily Benham,  Storbritannien, 44.05
- Camilla Søgaard,  Danmark, 44.43

#### Långdistans[4]
- Emily Benham,  Storbritannien, 1:29.10
- Gaëlle Barlet,  Frankrike, 1:29.48
- Maja Rothweiler,  Schweiz, 1:31.35

#### Stafett[5]
- Finland (Ingrid Stengård, Antonia Haga, Marika Hara), 1:59.39
- Ryssland (Ekaterina Kolomnina, Olga Shipilova-Vinogradova, Svetlana Poverina), 2:00.01
- Tjeckien (Renata Paulíčková, Marie Březinová, Martina Tichovská), 2:01.18